# Piazza di Rialto

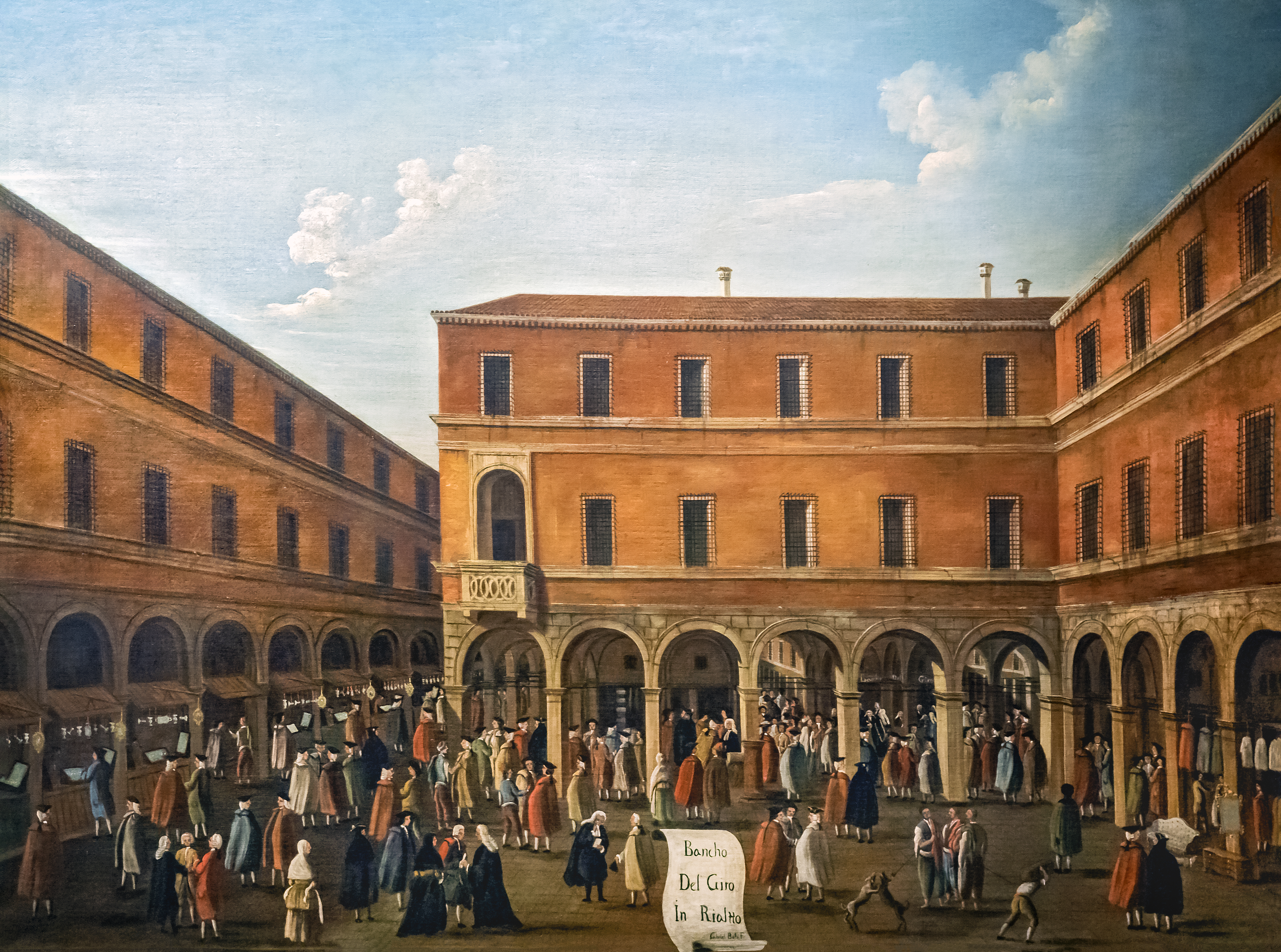
Gabriele Bella (1730–1799): „Il Bancho Del Giro in Rialto“, Öl auf Leinwand, Palazzo Querini Stampalia, Pinacoteca

Mit Piazza di Rialto wurde häufig der Geldwechsler- und Marktplatz Venedigs auf der Insel Rialto bezeichnet, ein Gebiet um den heutigen Campo San Giacomo, aber auch im engeren Sinne ein Platz unmittelbar am Canal Grande. So beschreibt 1856 Francesco Zanotto, wie er von der Rialtobrücke kommend, die Piazza di Rialto betritt und unmittelbar auf der rechten Seite die Kirche San Giacomo di Rialto antrifft.

## Geschichte

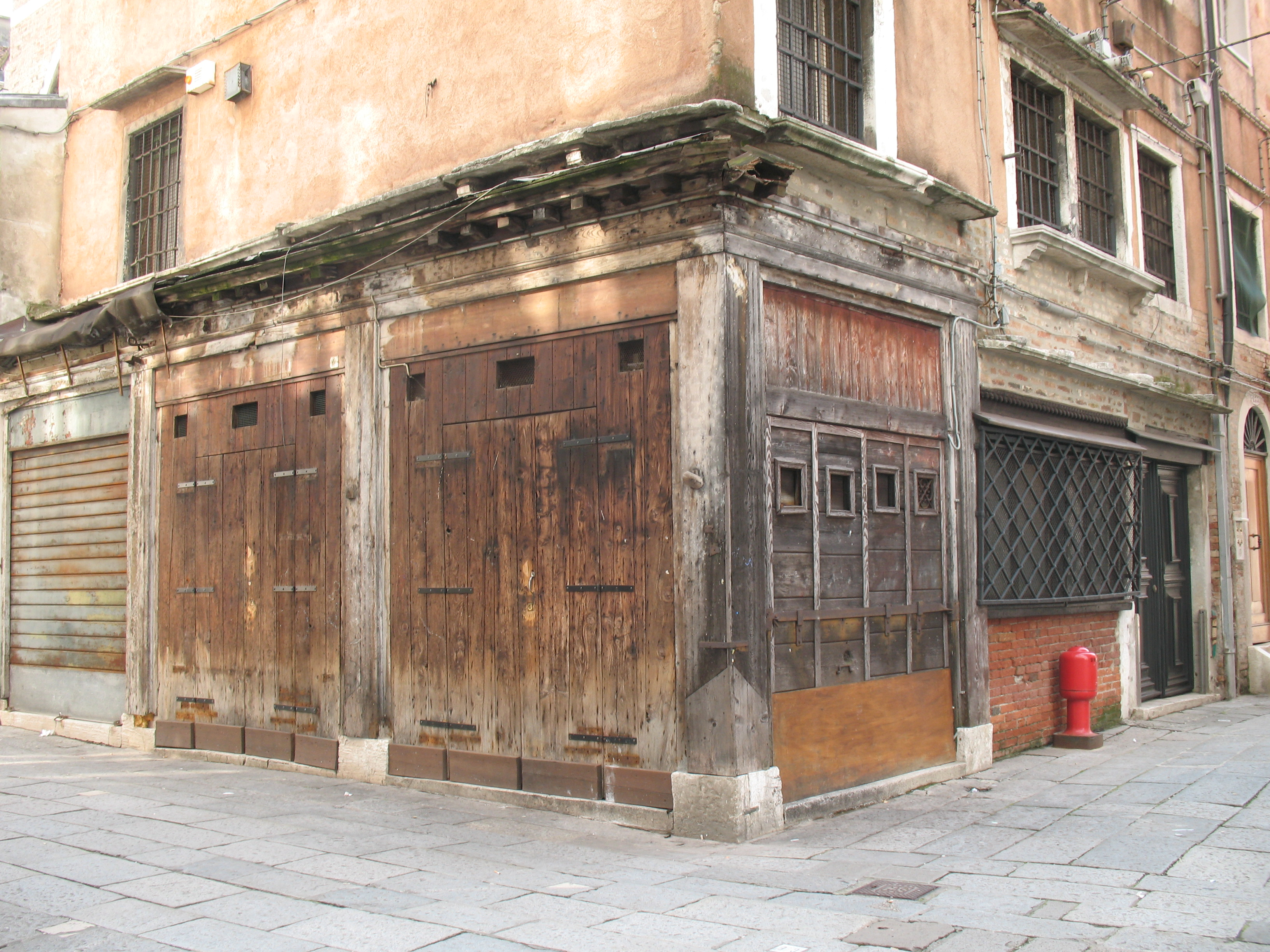
Gebäude mit in Venedig seltenen hölzernen Klappläden und Holztüren an der Piazza di Rialto

Bereits 1288 sollte der vollkommen überfüllte Platz, unter dem man noch das gesamte Gebiet zwischen Fischmarkt (Mercato del Pesce, Campo della Pescaria) und Rialtobrücke bis zur Kirche San Giacomo verstand, so geordnet werden, dass an Handelstagen keine sperrigen Gegenstände und Waren den Besuchern im Wege standen. Zudem sollte der Amtsinhaber, der den Rialtomarkt überwachte, dort ein eigenes Officium einrichten, vor dem kein Marktstand stehen durfte. Schließlich sollte der Platz so schnell wie möglich plattiert werden („faciant salizare dictam terram“). Vor 1400, wohl noch unter dem Dogen Antonio Venier, wurde der Platz neu gepflastert.
Ab 1322 wurden öffentliche Bestrafungen und Hinrichtungen nicht mehr an einer der Säulen, der Colonna del Maleficio, auf dem Platz ausgeführt, sondern zwischen die beiden Säulen auf dem Markusplatz verlegt.
Die Chronik des Gian Giacomo Caroldo († 1539), die Historie venete dal principio della città fino all’anno 1382, berichtet davon, wie im Jahr 959 die Anhänger der beiden Dogen Pietro III. und Pietro IV. Candiano, damit Vater und Sohn, auf der „Piazza di Rialto“ in ein Handgemenge gerieten („vennero insieme alle mani“).
1882 entstand das Caffè Vergnano.

## Banco di Piazza di Rialto

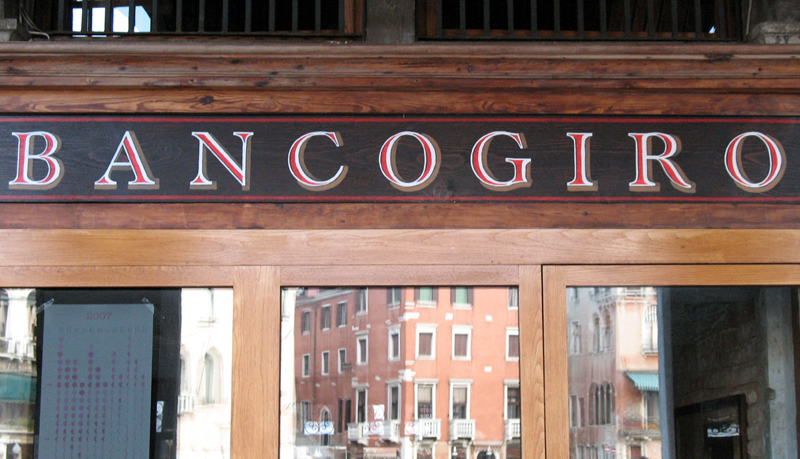
Eingangsschild an der Stelle des 1619 gegründeten Banco Giro, der zweiten staatlich kontrollierten Bank Venedigs nach dem Banco di Piazza di Rialto, die von 1587 bis 1637 bestand.

Weltbekannt wurde der Platz durch die dort stattfindende Handelstätigkeit und als Platz der Bankiers und Wechsler. Im 16. Jahrhundert entstand dort eine Art Staatsbank Venedigs, der Banco di Piazza di Rialto. Nachdem 1584 die letzte venezianische Privatbank zusammengebrochen war, bestand die dringende Notwendigkeit, das Vertrauen in den Finanzplatz Venedig wiederherzustellen. Daher entschloss sich der Senat, eine staatlich gesteuerte Bank einzurichten, die den Vertrauen erweckenden Namen des Platzes erhielt, auf dem ihr Sitz entstand, der Rialtoplatz oder Piazza di Rialto. Bereits 1584 beaufsichtigte ein Depositario del Banco-giro täglich die Finanztransaktionen. Dieser aus den Reihen der Senatoren gewählte Amtsinhaber blieb nur jeweils drei Monate in dieser Position und musste danach seine Bilanzen schriftlich vorlegen und sie von einem der drei Provveditori sopra banchi prüfen und abzeichnen lassen. Diese Proveditoren oder Aufseher gab es seit 1524, zunächst als Sondergremium, doch bereits seit 1526 als Dauereinrichtung.
Die neue Bank hatte ihren Sitz an der Piazza di Rialto, ihren rückwärtigen Eingang markiert heute eine Inschrift an der Rückseite der Fabbriche Nuove, die auf den Canal Grande blicken. Der Teil des Platzes auf der Vorderseite, der unter den Arkaden verläuft, heißt heute Sotoportego del Banco Giro, der größte Teil des seinerzeit mit Rialtoplatz bezeichneten Ortes heißt heute Campo San Giacometto. Dabei bezieht sich der Name auf die kleine Kirche am Ostende des Platzes, auf San Giacomo di Rialto. Die unmittelbare Nachbarschaft zum Rialtomarkt war dabei beabsichtigt, denn die Händler konnten ihr Bargeld hier deponieren, wo Sicherheit vor Sequestration oder Konfiskation bestand.